# モントリオール条約
モントリオール条約（モントリオールじょうやく、英語: Montreal Convention）、正式名称国際航空運送についてのある規則の統一に関する条約（Convention for the Unification of Certain Rules for  International Carriage by Air）は、1999年5月28日のICAO加盟国外交会議で採択された多国間条約である。
この条約は1929年に採択されたワルソー条約において問題とされた規定を修正したもので、国際的な旅客、手荷物、貨物の輸送に関する規則の統一性と予測可能性を再確立するために採択された。国際航空輸送社会に貢献してきた中核的条項（ワルソー条約）を数十年間維持しながら、新しい条約は多くの重要分野で近代化を達成した。

## 傷害
モントリオール条約の下では、航空会社は113,100.00ドルの特別引出権 (SDR)、すなわち国際通貨基金 (IMF) によって確立されたおよそ170,000ドルに相当する通貨価値の組み合わせまでの実証済みの損害に対して無過失責任を負う。113,100.00 SDRを超える損害賠償が求められる場合、航空会社は負傷または死亡の原因となった事故が航空会社側の過失では無いこと、または第三者による過失のみによるものであることを証明することによって賠償責任を回避することができる。113,100.00 SDR未満の損害賠償が求められている場合、この方法による賠償責任回避は行えない。また、条約はワルソー条約の規定を改正し、被害者またはその家族が外国の航空会社を訴えることを許可し全ての航空会社に賠償責任保険をかけるよう要求している。
モントリオール条約は主に、旅客が航空機に搭乗している間に死亡または負傷した場合に家族に支払われるべき賠償金の金額を修正するために採択された。なお、モントリオール条約は身体的な傷害に関連しない限り、精神的な傷害または損害に対する補償を認めていない。

## 手荷物紛失
モントリオール条約では、紛失した手荷物に対する航空会社の最大責任限度額を1人当たり1,131 SDRに変更している。ワルソー条約では手荷物の重量に基づいて賠償金が決められていた。航空会社は、紛失した手荷物を発見し旅客に配達するまでの間に旅客がその代替として購入した商品の費用を最大1,131 SDRまで完全に補償することが要求される。また、紛失後21日目までに発見できなかった場合は完全に紛失されたと見なされる。

## 批准
2018年9月現在、条約は133ヶ国が締約している。この合計に含まれるのは、ICAO加盟国191ヶ国の内132ヶ国と欧州連合である。また欧州連合を除く132ヶ国の内131ヶ国は国際連合加盟国で、残りの1ヶ国はクック諸島である。その他の締約国はアルゼンチン、オーストラリア、ブラジル、カナダ、中国、欧州連合全加盟国、インド、インドネシア、イスラエル、日本、韓国、マレーシア、メキシコ、ニュージーランド、ネパール、ノルウェー、パキスタン、ロシア、サウジアラビア、シンガポール、南アフリカ、スイス、トルコ、ウクライナ、アラブ首長国連邦、アメリカ合衆国がある。
| 国                               | 批准年月日     | 備考                       |
| -------------------------------- | -------------- | -------------------------- |
| アフガニスタン                   | -              | ワルソー条約・ハーグ議定書 |
| アルバニア                       | 2004年12月19日 | ~                          |
| アルジェリア                     | -              | ワルソー条約・ハーグ議定書 |
| アンドラ                         | 2004年6月28日  | ~                          |
| アンゴラ                         | -              | ワルソー条約・ハーグ議定書 |
| アンティグア・バーブーダ         | -              | 国際議定書無し             |
| アルゼンチン                     | 2010年2月14日  | ~                          |
| アルメニア                       | 2010年6月15日  | ~                          |
| オーストラリア                   | 2009年1月24日  | ~                          |
| オーストリア                     | 2004年6月28日  | ~                          |
| アゼルバイジャン                 | 2015年4月11日  | ~                          |
| バハマ                           |                | 署名したが批准していない   |
| バーレーン                       | 2003年11月4日  | ~                          |
| バングラデシュ                   |                | 署名したが批准していない   |
| バルバドス                       | 2003年11月4日  | ~                          |
| ベラルーシ                       | -              | ワルソー条約・ハーグ議定書 |
| ベルギー                         | 2004年6月28日  | ~                          |
| ベリーズ                         | 2003年11月4日  | ~                          |
| ベナン                           | 2004年5月29日  | ~                          |
| ブータン                         | -              | 国際議定書無し             |
| ボリビア                         | 2015年7月5日   | ~                          |
| ボスニア・ヘルツェゴビナ         | 2007年5月8日   | ~                          |
| ボツワナ                         | 2003年11月4日  | ~                          |
| ブラジル                         | 2006年7月18日  | ~                          |
| ブルネイ                         | -              | ワルソー条約               |
| ブルガリア                       | 2004年1月9日   | ~                          |
| ブルキナファソ                   | 2013年8月25日  | ~                          |
| ブルンジ                         | -              | 国際議定書無し             |
| カーボベルデ                     | 2004年10月22日 | ~                          |
| カンボジア                       |                | 署名したが批准していない   |
| カメルーン                       | 2003年11月4日  | ~                          |
| カナダ                           | 2003年11月4日  | ~                          |
| 中央アフリカ共和国               |                | 署名したが批准していない   |
| チャド                           | -              | 国際議定書無し             |
| チリ                             | 2009年5月18日  | ~                          |
| 中国                             | 2005年7月31日  | ~                          |
| コロンビア                       | 2003年11月4日  | ~                          |
| コモロ                           | -              | ワルソー条約               |
| コンゴ共和国                     | 2012年2月17日  | ~                          |
| コスタリカ                       | 2011年8月8日   | ~                          |
| コートジボワール                 | 2015年4月5日   | ~                          |
| クロアチア                       | 2008年3月23日  | ~                          |
| キューバ                         | 2005年12月13日 | ~                          |
| キプロス                         | 2003年11月4日  | ~                          |
| チェコ                           | 2003年11月4日  | ~                          |
| 朝鮮民主主義人民共和国           | -              | ワルソー条約・ハーグ議定書 |
| コンゴ民主共和国                 | 2014年9月19日  | ~                          |
| デンマーク                       | 2004年6月28日  | ~                          |
| ジブチ                           | -              | 国際議定書無し             |
| ドミニカ国                       | -              | ワルソー条約・ハーグ議定書 |
| ドミニカ共和国                   | 2007年11月20日 | ~                          |
| エクアドル                       | 2006年8月26日  | ~                          |
| エジプト                         | 2005年4月25日  | ~                          |
| エルサルバドル                   | 2008年1月6日   | ~                          |
| 赤道ギニア                       | 2015年11月17日 | ~                          |
| エリトリア                       | -              | 国際議定書無し             |
| エストニア                       | 2003年11月4日  | ~                          |
| エチオピア                       | 2014年6月22日  | ~                          |
| フィジー                         | 2016年1月9日   | ~                          |
| フィンランド                     | 2004年6月28日  | ~                          |
| フランス                         | 2004年6月28日  | ~                          |
| ガボン                           | 2014年4月5日   | ~                          |
| ガンビア                         | 2004年5月9日   | ~                          |
| ジョージア                       | 2011年2月18日  | ~                          |
| ドイツ                           | 2004年6月28日  | ~                          |
| ガーナ                           |                | 署名したが批准していない   |
| ギリシャ                         | 2003年11月4日  | ~                          |
| グレナダ                         | -              | ハーグ議定書               |
| グアテマラ                       | 2016年8月6日   | ~                          |
| ギニア                           | -              | ワルソー条約・ハーグ議定書 |
| ギニアビサウ                     | -              | 国際議定書無し             |
| ガイアナ                         | 2015年2月21日  | ~                          |
| ハイチ                           | -              | 国際議定書無し             |
| ホンジュラス                     | 2016年1月16日  | ~                          |
| ハンガリー                       | 2005年1月7日   | ~                          |
| アイスランド                     | 2004年8月16日  | ~                          |
| インド                           | 2009年6月30日  | ~                          |
| インドネシア                     | 2017年5月19日  | ~                          |
| イラン                           | -              | ワルソー条約・ハーグ議定書 |
| イラク                           | -              | ワルソー条約・ハーグ議定書 |
| アイルランド                     | 2004年6月28日  | ~                          |
| イスラエル                       | 2011年3月20日  | ~                          |
| イタリア                         | 2004年6月28日  | ~                          |
| ジャマイカ                       | 2009年9月5日   | ~                          |
| 日本                             | 2003年11月4日  | ~                          |
| ヨルダン                         | 2003年11月4日  | ~                          |
| カザフスタン                     | 2015年8月31日  | ~                          |
| ケニア                           | 2003年11月4日  | ~                          |
| キリバス                         | -              | 国際議定書無し             |
| クウェート                       | 2003年11月4日  | ~                          |
| キルギス                         | -              | ワルソー条約・ハーグ議定書 |
| ラオス                           | -              | ワルソー条約・ハーグ議定書 |
| ラトビア                         | 2005年2月15日  | ~                          |
| レバノン                         | 2005年5月14日  | ~                          |
| レソト                           | -              | ワルソー条約・ハーグ議定書 |
| リベリア                         | -              | ワルソー条約               |
| リビア                           | -              | ワルソー条約・ハーグ議定書 |
| リヒテンシュタイン               | 2004年6月28日  | ~                          |
| リトアニア                       | 2005年1月29日  | ~                          |
| ルクセンブルク                   | 2004年6月28日  | ~                          |
| マダガスカル                     | 2007年2月26日  | ~                          |
| マラウイ                         | -              | ワルソー条約・ハーグ議定書 |
| マレーシア                       | 2008年2月29日  | ~                          |
| モルディブ                       | 2005年12月30日 | ~                          |
| マリ共和国                       | 2008年3月16日  | ~                          |
| マルタ                           | 2004年7月4日   | ~                          |
| マーシャル諸島                   | -              | 国際議定書無し             |
| モーリタニア                     | -              | ワルソー条約               |
| モーリシャス                     | 2017年4月3日   | ~                          |
| メキシコ                         | 2003年11月4日  | ~                          |
| ミクロネシア連邦                 | -              | 国際議定書無し             |
| モナコ                           | 2004年10月17日 | ~                          |
| モンゴル                         | 2004年12月4日  | ~                          |
| モンテネグロ                     | 2010年3月16日  | ~                          |
| モロッコ                         | 2010年6月14日  | ~                          |
| モザンビーク                     | 2014年3月28日  | ~                          |
| ミャンマー                       | -              | ワルソー条約               |
| ナミビア                         | 2003年11月4日  | ~                          |
| ナウル                           | -              | ワルソー条約・ハーグ議定書 |
| ネパール                         | 2018年8月23日  | ~                          |
| オランダ                         | 2004年6月28日  | ~                          |
| ニュージーランド                 | 2003年11月4日  | ~                          |
| ニカラグア                       | -              | 国際議定書無し             |
| ニジェール                       |                | 署名したが批准していない   |
| ナイジェリア                     | 2003年11月4日  | ~                          |
| ノルウェー                       | 2004年6月28日  | ~                          |
| オマーン                         | 2007年7月27日  | ~                          |
| パキスタン                       | 2007年2月17日  | ~                          |
| パラオ                           | -              | 国際議定書無し             |
| パナマ                           | 2003年11月4日  | ~                          |
| パプアニューギニア               | -              | ワルソー条約・ハーグ議定書 |
| パラグアイ                       | 2003年11月4日  | ~                          |
| ペルー                           | 2003年11月4日  | ~                          |
| フィリピン                       | 2015年12月18日 | ~                          |
| ポーランド                       | 2006年3月18日  | ~                          |
| ポルトガル                       | 2003年11月4日  | ~                          |
| カタール                         | 2005年11月14日 | ~                          |
| 韓国                             | 2007年12月29日 | ~                          |
| モルドバ                         | 2009年5月16日  | ~                          |
| ルーマニア                       | 2003年11月4日  | ~                          |
| ロシア                           | 2017年8月21日  | ~                          |
| ルワンダ                         | -              | ワルソー条約・ハーグ議定書 |
| セントクリストファー・ネイビス   | -              | 国際議定書無し             |
| セントルシア                     | -              | 国際議定書無し             |
| セントビンセント・グレナディーン | 2004年5月28日  | ~                          |
| サモア                           | -              | ワルソー条約・ハーグ議定書 |
| サンマリノ                       | -              | 国際議定書無し             |
| サントメ・プリンシペ             | -              | 国際議定書無し             |
| サウジアラビア                   | 2003年12月14日 | ~                          |
| セネガル                         | 2016年11月6日  | ~                          |
| セルビア                         | 2010年4月4日   | ~                          |
| セーシェル                       | 2010年11月12日 | ~                          |
| シエラレオネ                     | 2016年1月24日  | ~                          |
| シンガポール                     | 2007年11月16日 | ~                          |
| スロバキア                       | 2003年11月4日  | ~                          |
| スロベニア                       | 2003年11月4日  | ~                          |
| ソロモン諸島                     | -              | ワルソー条約・ハーグ議定書 |
| ソマリア                         | -              | 国際議定書無し             |
| 南アフリカ共和国                 | 2007年1月21日  | ~                          |
| 南スーダン                       | -              | 国際議定書無し             |
| スペイン                         | 2004年6月28日  | ~                          |
| スリランカ                       | -              | ワルソー条約・ハーグ議定書 |
| スーダン                         |                | 署名したが批准していない   |
| スリナム                         | -              | ワルソー条約・ハーグ議定書 |
| エスワティニ                     | 2017年1月22日  | ~                          |
| スウェーデン                     | 2004年6月28日  | ~                          |
| スイス                           | 2005年9月5日   | ~                          |
| シリア                           | 2003年11月4日  | ~                          |
| タジキスタン                     | -              | 国際議定書無し             |
| タイ王国                         | 2017年10月2日  | ~                          |
| マケドニア                       | 2003年11月4日  | ~                          |
| 東ティモール                     | -              | 国際議定書無し             |
| トーゴ                           | 2016年11月26日 | ~                          |
| トンガ                           | 2004年1月19日  | ~                          |
| トリニダード・トバゴ             | -              | ワルソー条約・ハーグ議定書 |
| チュニジア                       | -              | ワルソー条約・ハーグ議定書 |
| トルコ                           | 2011年3月26日  | ~                          |
| トルクメニスタン                 | -              | ワルソー条約               |
| ツバル                           | -              | 国際議定書無し             |
| ウガンダ                         | -              | ワルソー条約               |
| ウクライナ                       | 2009年5月5日   | ~                          |
| アラブ首長国連邦                 | 2003年11月4日  | ~                          |
| イギリス                         | 2004年6月28日  | ~                          |
| タンザニア                       | 2003年11月4日  | ~                          |
| アメリカ合衆国                   | 2003年11月4日  | ~                          |
| ウルグアイ                       | 2008年4月4日   | ~                          |
| ウズベキスタン                   | -              | ワルソー条約・ハーグ議定書 |
| バヌアツ                         | 2006年1月8日   | ~                          |
| ベネズエラ                       | -              | ワルソー条約・ハーグ議定書 |
| ベトナム                         | -              | ワルソー条約・ハーグ議定書 |
| イエメン                         | -              | ワルソー条約・ハーグ議定書 |
| ザンビア                         |                | 署名したが批准していない   |
| ジンバブエ                       | -              | ワルソー条約・ハーグ議定書 |